# Polypodium hesperium
Polypodium hesperium là một loài thực vật có mạch trong họ Polypodiaceae. Loài này được Maxon miêu tả khoa học đầu tiên năm 1900.

## Hình ảnh

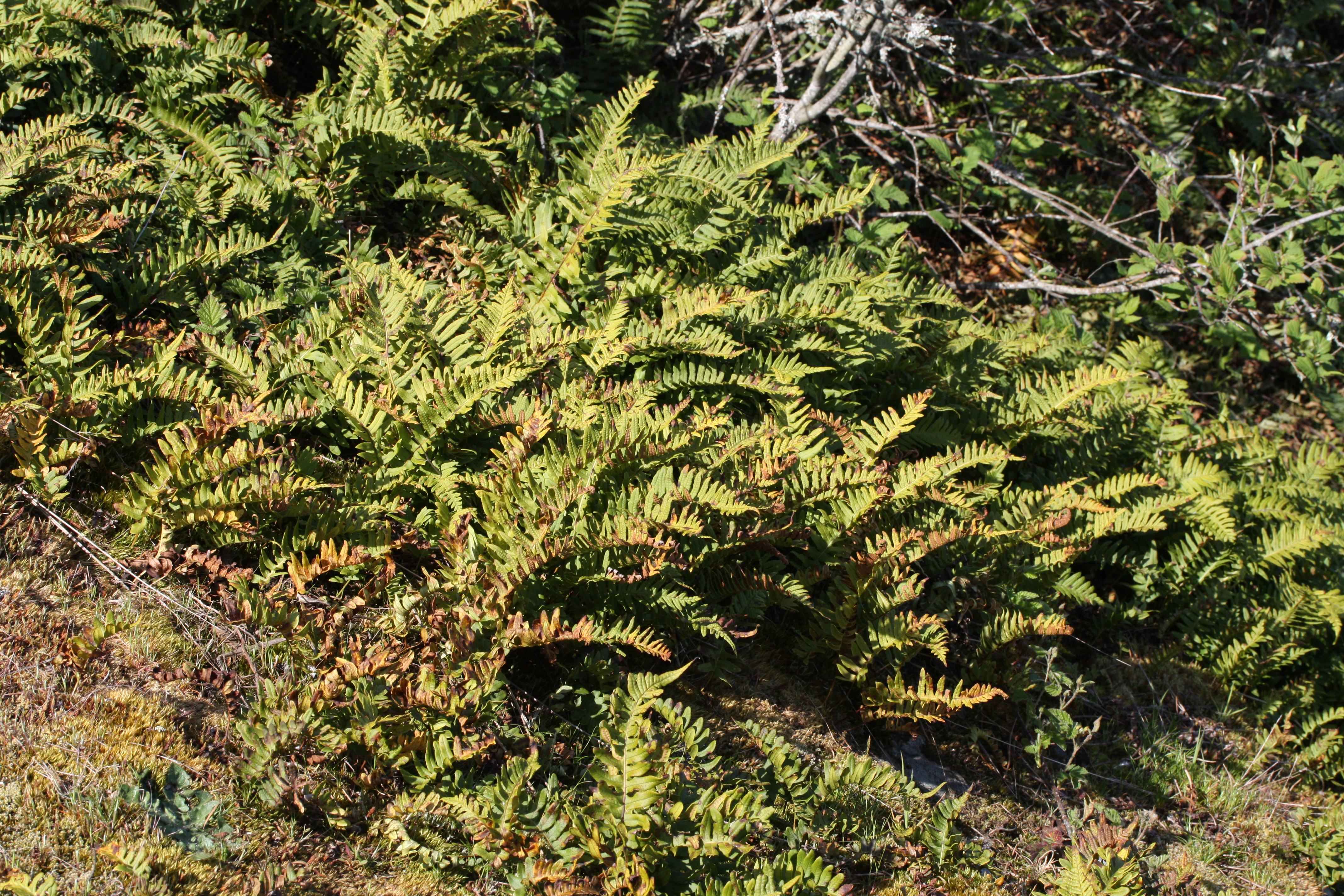
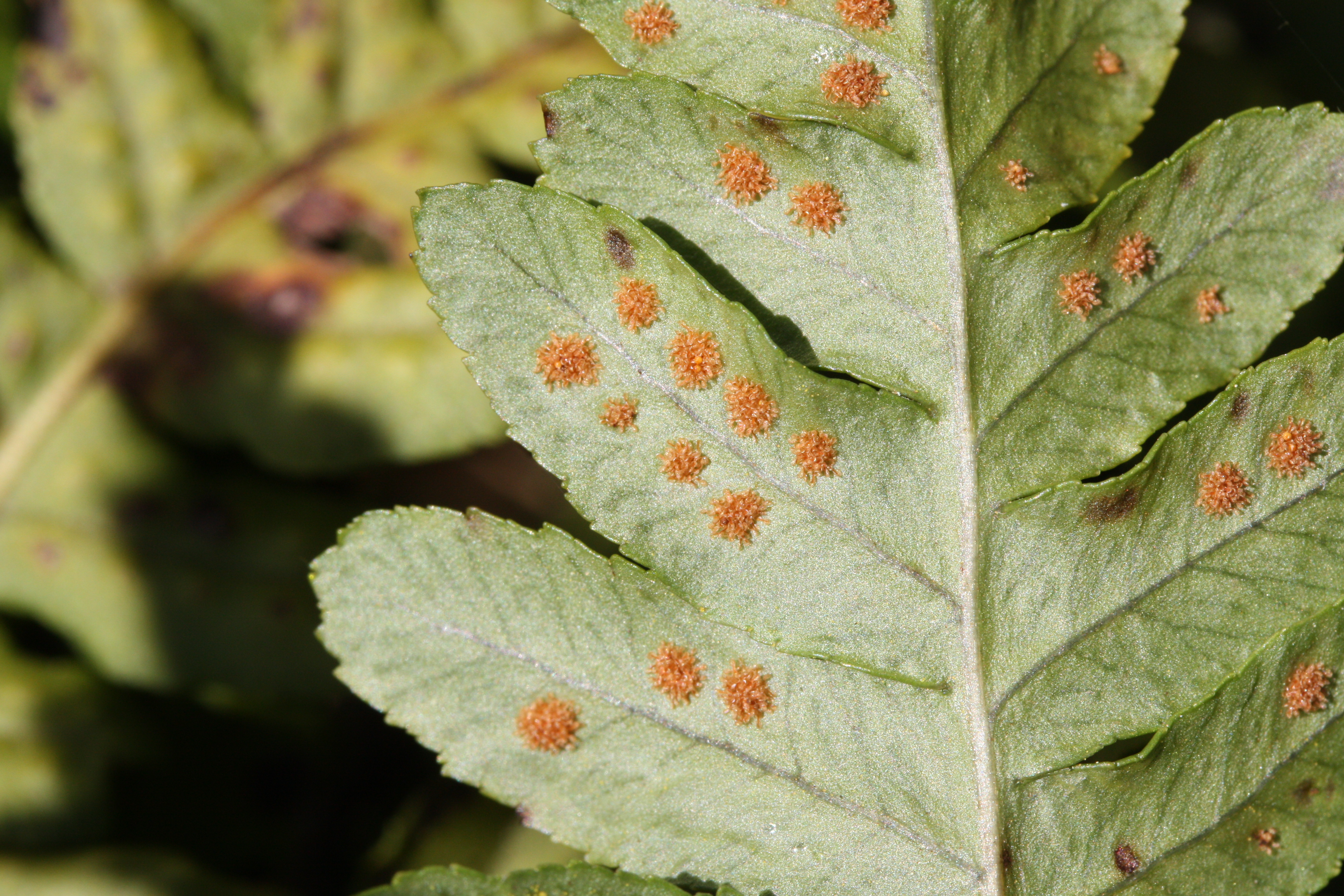
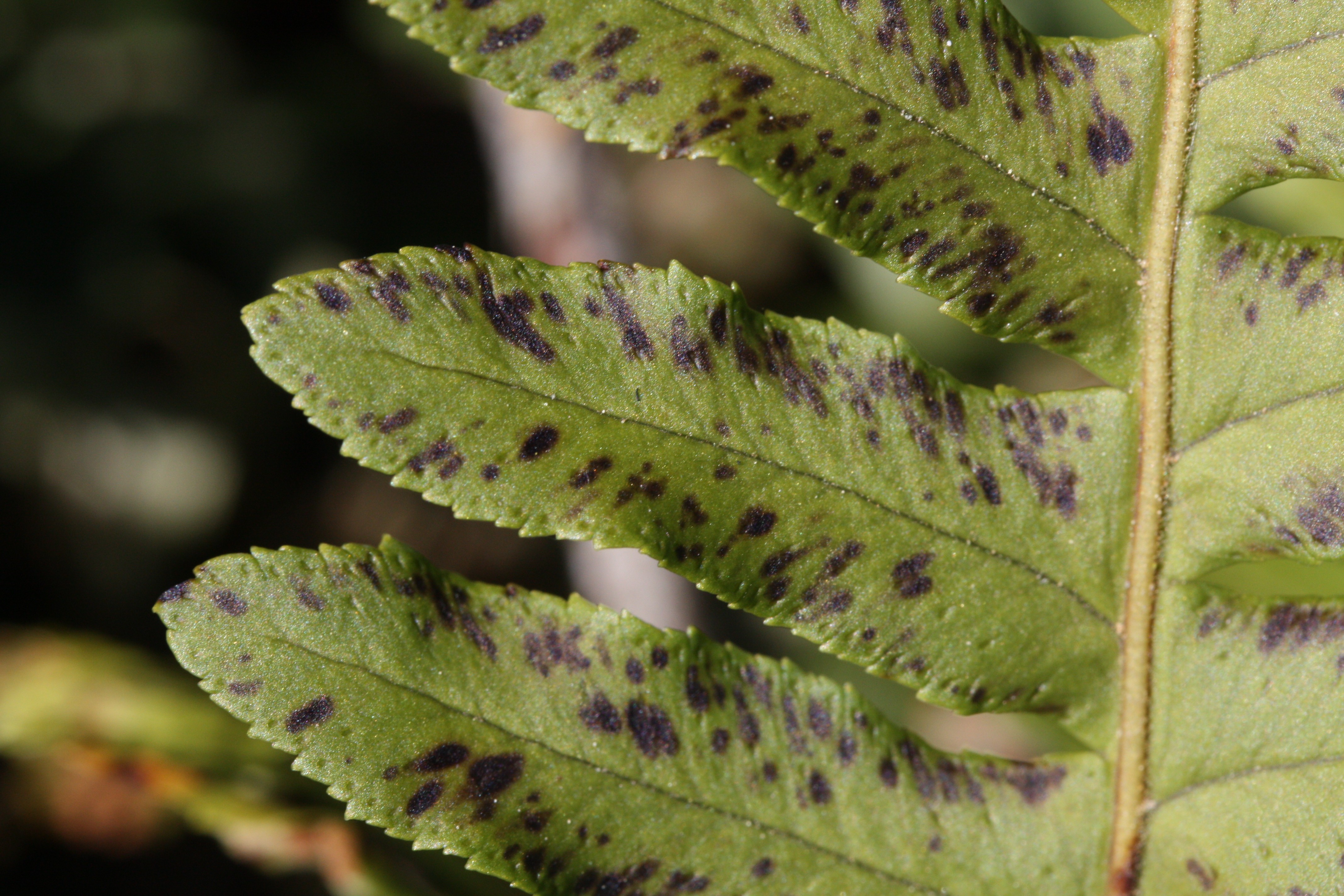
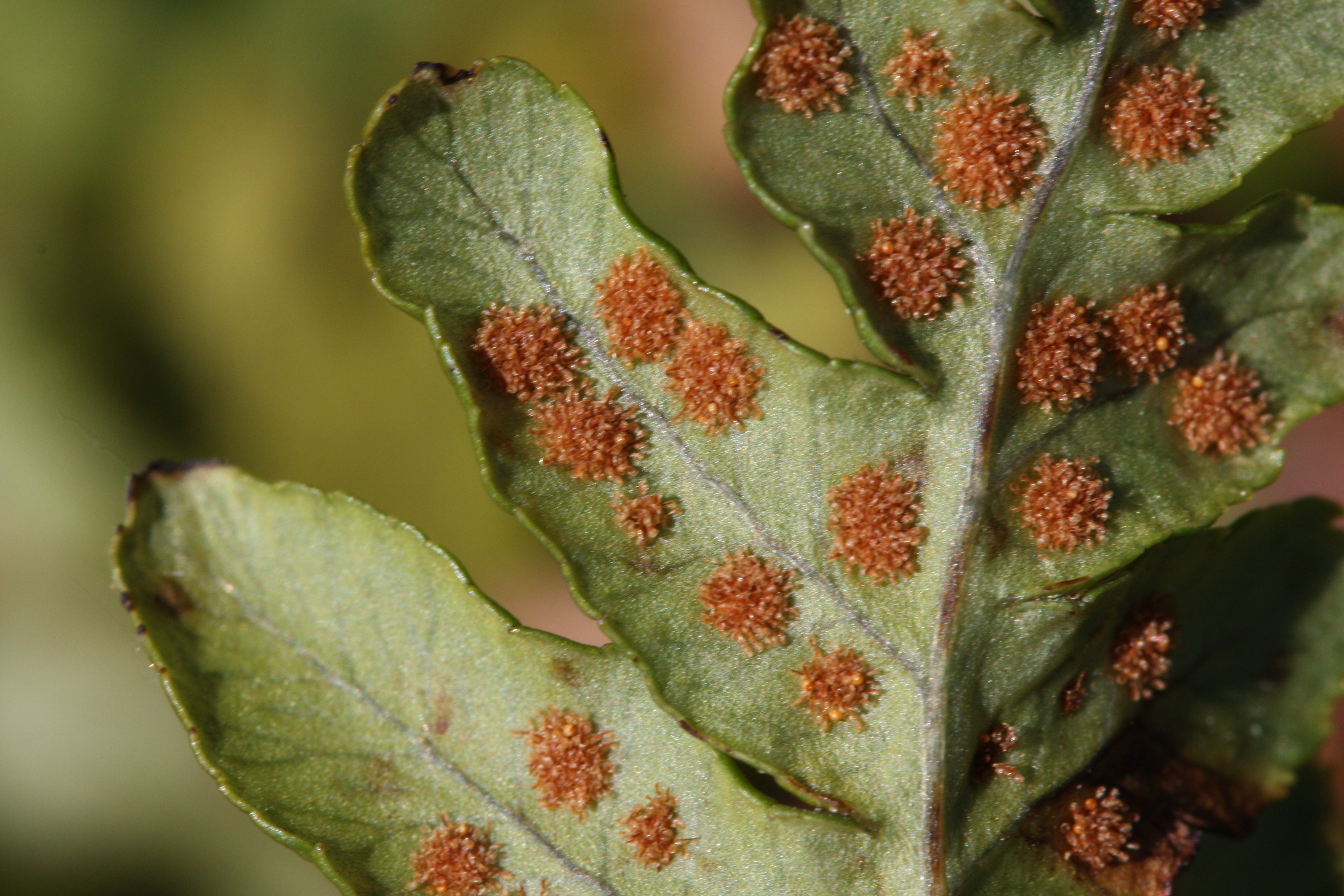